# 후한 소제 (7대)
한 소황제 유의(漢 少皇帝 劉懿, ? ~ 125년)는 후한의 제7대 황제(재위：125년)이다. 아버지는 제북혜왕 유수(濟北惠王 劉壽). 제3대 황제 장제의 손자이다.
제6대 황제 안제의 사후, 황후 염씨(閻氏)에 의해서 옹립 된다. 그러나 즉위 후 200일 쯤에 병에 걸려, 곧 사망한다. 그 후, 환관 손정에 의해 염씨 일족은 살해당하여 유의는 황제의 지위가 박탈되어 왕의 예를 가지고 매장했다. 시호가 없어 어린 황제란 뜻의 소제(少帝)라 불린다.
| 전임 안제 유호 | 제7대 후한 황제 125년 | 후임 순제 유보 |